# بيجغن (سادات محمودي)
بیجغن (بالفارسية: بیژگن) هي قرية تقع في إيران في قسم سادات محمودي الريفي. يقدر عدد سكانها بـ 0 نسمة بحسب إحصاء 2016.